# TT378
TT378 (Theban Tomb 378) è la sigla che identifica una delle Tombe dei Nobili ubicate nell'area della cosiddetta Necropoli Tebana, sulla sponda occidentale del Nilo dinanzi alla città di Luxor, in Egitto. Destinata a sepolture di nobili e funzionari connessi alle case regnanti, specie del Nuovo Regno, l'area venne sfruttata, come necropoli, fin dall'Antico Regno e, successivamente, sino al periodo Saitico (con la XXVI dinastia) e Tolemaico.

## Titolare
TT378 era la tomba di:
| Titolare    | Titolo   | Necropoli       | Dinastia/Periodo | Note |
| ----------- | -------- | --------------- | ---------------- | ---- |
| sconosciuto | non noto | Dra Abu el-Naga | XIX dinastia     |      |

## Biografia
Nessuna notizia biografica è ricavabile.

## La tomba
TT378 si sviluppa planimetricamente secondo lo schema a "T" rovesciata tipica delle sepolture del periodo, a una sala trasversale segue una sala perpendicolare alla precedente che si conclude con una camera funeraria rettangolare. Sulle pareti della sala trasversale (1-2 in planimetria) solo abbozzi di barche; nella sala perpendicolare un dipinto parietale non ultimato (3) rappresentante un servo con mazzi di fiori e un re, non precisato, in atto di adorazione seguito da un uomo in piedi.

### Annotazioni
1. ↑  La numerazione dei locali e delle pareti segue quella di Porter e Moss 1927, p. 428.
2. ↑  La prima numerazione delle tombe, dalla numero 1 alla 252, risale al 1913 con l'edizione del "Topographical Catalogue of the Private Tombs of Thebes" di Alan Gardiner e Arthur Weigall. Le tombe erano numerate in ordine di scoperta e non geografico; ugualmente in ordine cronologico di scoperta sono le tombe dalla 253 in poi.
3. ↑  I campi della Duat, ovvero l'aldilà egizio, si trovavano, secondo le credenze, proprio sulla riva occidentale del grande fiume.
4. ↑  Nella sua epoca di utilizzo, l'area era nota come "Quella di fronte al suo Signore" (con riferimento alla riva orientale, dove si trovavano le strutture dei Palazzi di residenza dei re e i templi dei principali dei) o, più semplicemente, "Occidente di Tebe".
5. ↑  le Tombe dei Nobili, benché raggruppate in un'unica area, sono di fatto distribuite su più necropoli distinte.
6. ↑  Le note, sovente di inquadramento topografico della tomba, sono tratte, fino alla TT252, dal "Topographical Catalogue" di Gardiner e Weigall, ed. 1913 e fanno perciò riferimento alla situazione dell'epoca.

### Fonti
1. ↑  Gardiner e Weigall 1913.
2. ↑  Donadoni 1999,  p. 115.
3. ↑  Porter e Moss 1927, p. 434.
4. 1 2  Porter e Moss 1927,  p. 435.